# Jiří Svoboda (skladatel)
Jiří Svoboda (13. září 1945 Praha – 11. března 2004 Praha) byl český skladatel filmové hudby, který své partitury psal především pro snímky a inscenace režiséra Zdeňka Zelenky.

## Biografie
Byl bratrem skladatele Karla Svobody, s nímž často spolupracoval. Vedl studiovou skupinu Discobolos. Podlehl cukrovce 11. března 2004 v pražské nemocnici Na Bulovce.

## Tvorba
Složil i původní hudbu k filmu Jana Svěráka Obecná škola, dále k Vláčilově snímku Stín kapradiny, jeho hudba zaznívá rovněž ve filmech Zámek v Čechách a Tržiště režiséra Martina Hollého.
S režisérem Zdeňkem Zelenkou spolupracoval již od jeho samostatného režijního debutu Čarovné dědictví (1985). Tomuto režisérovi složil hudbu i do pohádky Nesmrtelná teta a k televizním filmům např. Brouk v hlavě, Lakomec, Ideální manžel, Návštěva staré dámy či Bankrotáři. Hudba k posledně jmenovanému snímku byla i jeho poslední kompozicí.

### Filmová a televizní hudba
- Velké trápení (1974)
- Anna, sestra Jany (1975)
- Únos Moravanky (1982)
- Anděl s ďáblem v těle (1983)
- Pod nohama nebe (1983)
- Tržiště senzací (1984, televizní seriál)
- Poločas štěstí (1984)
- Noc smaragdového měsíce (1984)
- Vyhrávat potichu (1984)
- Stín kapradiny (1985)
- Mravenci nesou smrt (1985)
- Čarovné dědictví (1985)
- Jsi falešný hráč (1986)
- Mág (1987)
- Zuřivý reportér (1987)
- Jemné umění obrany (1987)
- Anděl svádí ďábla (1988)
- Lovec senzací (1988)
- Freonový duch (1990)
- Radostný život posmrtný (1990, televizní film)
- Svědkyně (1990) (televizní film)
- Obecná škola (1991)
- Náhrdelník (1992, televizní seriál)
- Přítelkyně z domu smutku (1993, televizní seriál)
- Zámek v Čechách (1993, televizní film)
- Jedna kočka za druhou (1993)
- Nesmrtelná teta (1993)
- Akumulátor 1 (1993)
- Řád (1994)
- Legenda Emöke (1997, televizní film)
- Kean (1997, televizní film)
- Azrael, anděl smrti (1997, televizní film)
- Návštěva staré dámy (2000, televizní film)
- Ideální manžel (2001, televizní inscenace)
- Manželka Ronalda Sheldona (2001, televizní film)
- Brouk v hlavě (2002, televizní inscenace)
- Lakomec (2003, televizní inscenace)
- Bankrotáři (2003, televizní film)

## Ocenění
- Český lev (1994), snímek Akumulátor 1 – nominace v kategorii Nejlepší hudba